# Le Marais-la-Chapelle
Pour les articles homonymes, voir La Chapelle.
Le Marais-la-Chapelle est une commune française, située dans le département du Calvados en région Normandie, peuplée de 95 habitants.

## Géographie
La commune est aux confins de la campagne de Falaise, de la plaine d'Argentan et du pays d'Auge. Le carrefour de la Chapelle-Souquet est à 5,5 km au nord-ouest de Trun, à 9 km au sud-est de Morteaux-Coulibœuf, à 14 km à l'est de Falaise et à 18 km au nord d'Argentan.
Couvrant 242 hectares, le territoire du Marais-la-Chapelle est le moins étendu du canton de Morteaux-Coulibœuf.
Le point culminant (95 m) se situe en limite départementale au sud-est (avec Montreuil-la-Cambe et Fontaine-les-Bassets). Le point le plus bas (64 m) correspond à la sortie du Radon — affluent de la Dives — du territoire, à l'ouest.
| Crocy        | Les Moutiers-en-Auge  | Les Moutiers-en-Auge                                          |
| Crocy        | du Marais-la-Chapelle | Montreuil-la-Cambe                                            |
| Crocy, Ommoy | Ommoy                 | Fontaine-les-Bassets (sur quelques dizaines de mètres), Ommoy |

### Hydrographie
La commune est située dans le bassin Seine-Normandie. Elle est drainée par le Radon de la Chapelle et le fossé 01 de la commune des Moutiers-en-Auge,,.

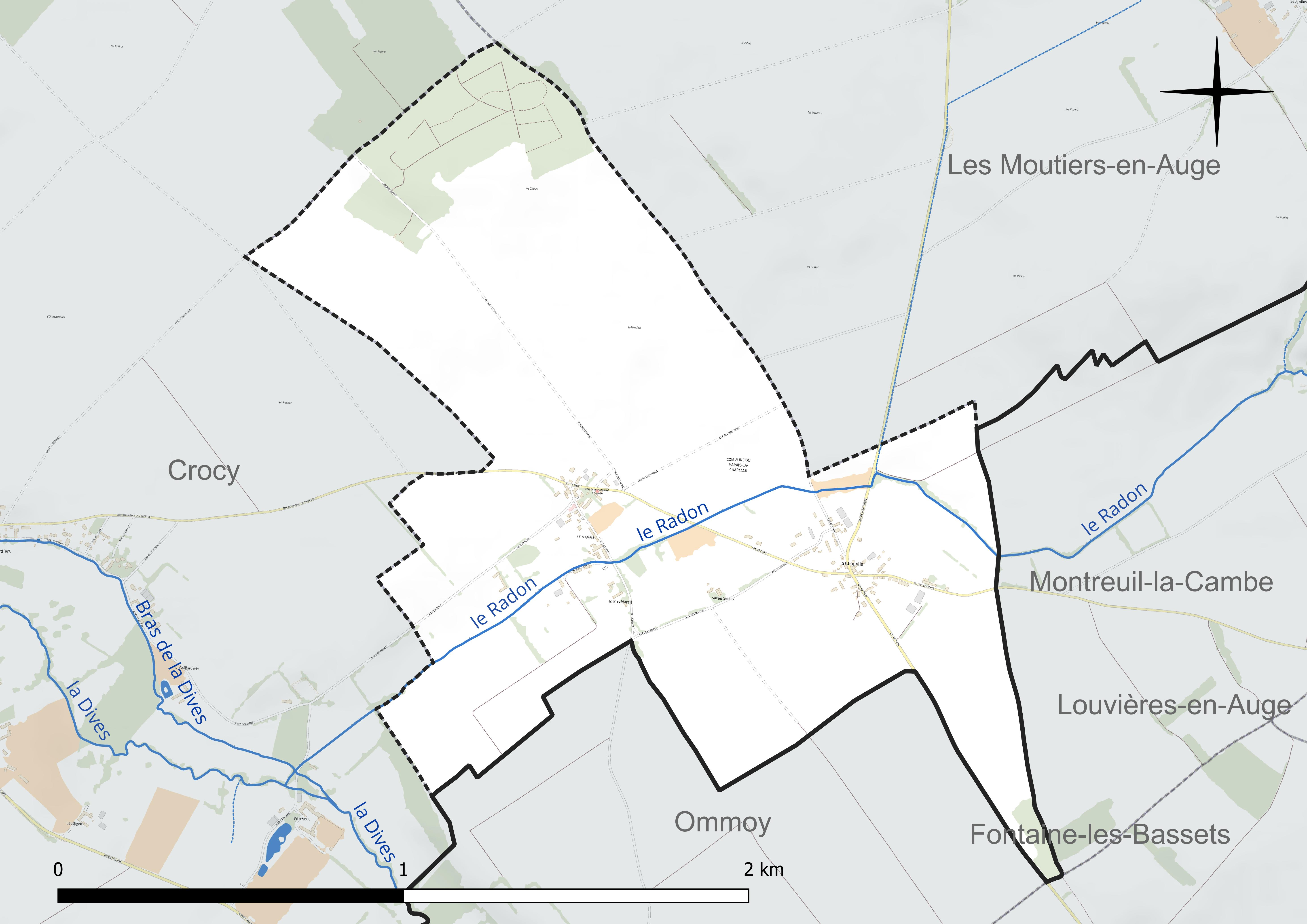
Réseau hydrographique du Le Marais-la-Chapelle.

### Climat
Pour des articles plus généraux, voir Climat de la Normandie et Climat du Calvados.
En 2010, le climat de la commune est de type climat océanique dégradé des plaines du Centre et du Nord, selon une étude du CNRS s'appuyant sur une série de données couvrant la période 1971-2000. En 2020, Météo-France publie une typologie des climats de la France métropolitaine dans laquelle la commune est exposée à un climat océanique et est dans la région climatique  Normandie (Cotentin, Orne), caractérisée par une pluviométrie relativement élevée (850 mm/a) et un été frais (15,5 °C) et venté. Parallèlement le GIEC normand, un groupe régional d'experts sur le climat, différencie quant à lui, dans une étude de 2020, trois grands types de climats pour la région Normandie, nuancés à une échelle plus fine par les facteurs géographiques locaux. La commune est, selon ce zonage, exposée à un « climat des plateaux abrités », correspondant à la plaine agricole de Caen à Falaise, sous le vent des collines de Normandie et proche de la mer, se caractérisant par une pluviométrie et des contraintes thermiques modérées.
Pour la période 1971-2000, la température annuelle moyenne est de 10,7 °C, avec  une amplitude thermique annuelle de 12,9 °C. Le cumul annuel moyen de précipitations est de 681 mm, avec 11,2 jours de précipitations en janvier et 7,6 jours en juillet. Pour la période 1991-2020, la température moyenne annuelle observée sur la station météorologique la plus proche, située sur la commune de Damblainville à 7 km à vol d'oiseau, est de 11,6 °C et le cumul annuel moyen de précipitations est de 716,8 mm,. Pour l'avenir, les paramètres climatiques de la commune estimés pour 2050 selon différents scénarios d'émission de gaz à effet de serre sont consultables sur un site dédié publié par Météo-France en novembre 2022.

## Urbanisme

### Typologie
Au 1er janvier 2024, Le Marais-la-Chapelle est catégorisée commune rurale à habitat dispersé, selon la nouvelle grille communale de densité à 7 niveaux définie par l'Insee en 2022.
Elle est située hors unité urbaine et hors attraction des villes,.

### Occupation des sols
L'occupation des sols de la commune, telle qu'elle ressort de la base de données européenne d'occupation biophysique des sols Corine Land Cover (CLC), est marquée par l'importance des territoires agricoles (92,5 % en 2018), une proportion identique à celle de 1990 (92,5 %). La répartition détaillée en 2018 est la suivante : 
terres arables (76,8 %), zones agricoles hétérogènes (15,8 %), forêts (7,5 %). L'évolution de l'occupation des sols de la commune et de ses infrastructures peut être observée sur les différentes représentations cartographiques du territoire : la carte de Cassini (XVIIIe siècle), la carte d'état-major (1820-1866) et les cartes ou photos aériennes de l'IGN pour la période actuelle (1950 à aujourd'hui).

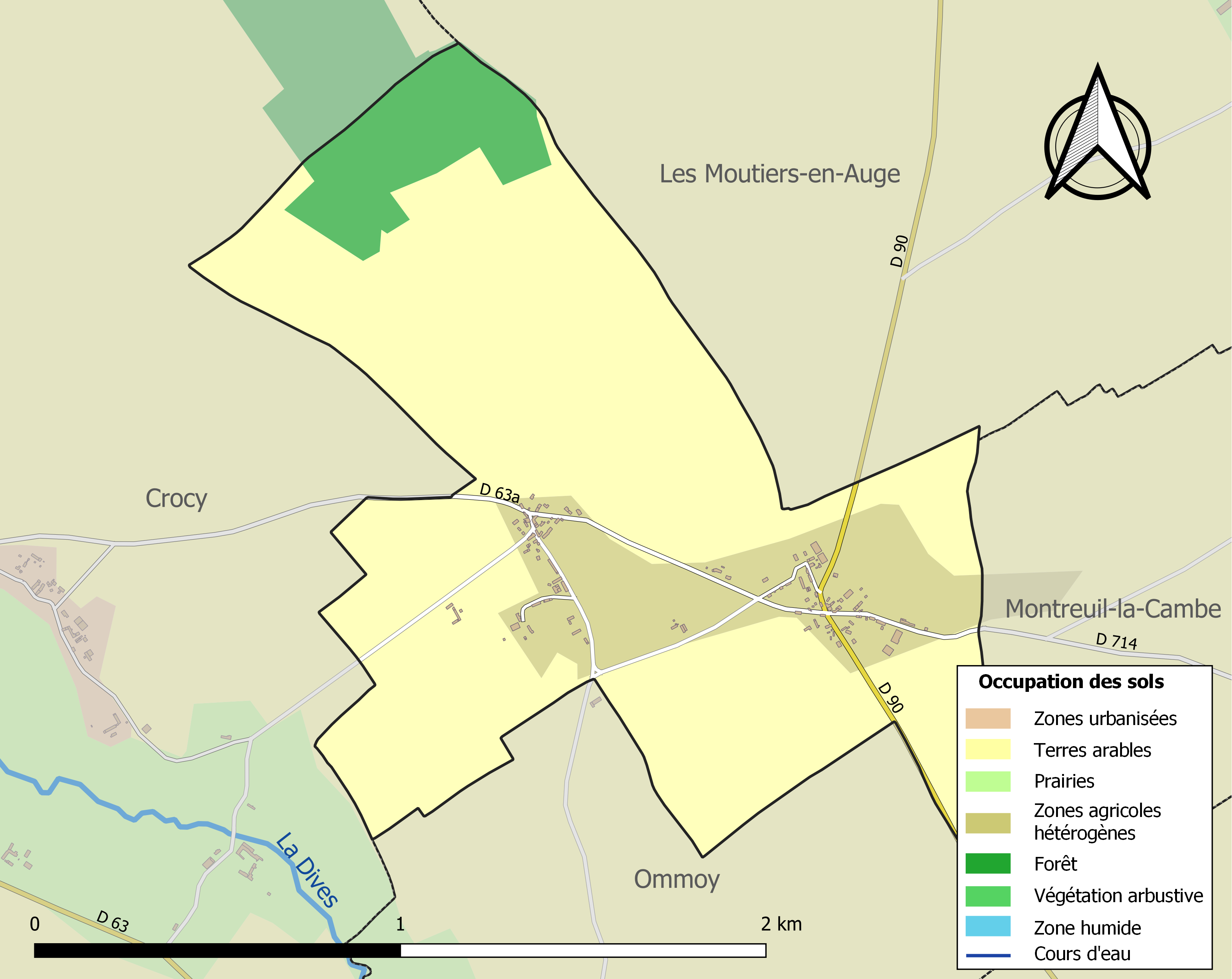
Carte des infrastructures et de l'occupation des sols de la commune en 2018 (CLC).

## Toponymie
Le Marais : le nom de la localité est attesté sous la forme Marescum en 1175.
Le toponyme est dû à la situation topographique près de la Dives.
La Chapelle, pour La Chapelle-Souquet, Souquet serait un patronyme.

## Histoire
En 1823, Le Marais (164 habitants en 1821) absorbe La Chapelle-Souquet (154 habitants) à l'est de son territoire. La commune ainsi créée prend le nom de Le Marais-la-Chapelle.

## Politique et administration
| Période                                  | Période   | Identité         | Étiquette | Qualité                        |
| ---------------------------------------- | --------- | ---------------- | --------- | ------------------------------ |
| 1945 (?)                                 | juin 1995 | M. Allais        |           | Agriculteur                    |
| juin 1995                                | mars 2014 | Christian Allais | SE        | Agriculteur, fils du précédent |
| mars 2014                                | En cours  | Michel Noël      | SE        | Retraité                       |
| Les données manquantes sont à compléter. |           |                  |           |                                |

Le conseil municipal est composé de onze membres dont le maire et un adjoint.

## Démographie
L'évolution du nombre d'habitants est connue à travers les recensements de la population effectués dans la commune depuis 1793. Pour les communes de moins de 10 000 habitants, une enquête de recensement portant sur toute la population est réalisée tous les cinq ans, les populations de référence des années intermédiaires étant quant à elles estimées par interpolation ou extrapolation. Pour la commune, le premier recensement exhaustif entrant dans le cadre du nouveau dispositif a été réalisé en 2006.
En 2022, la commune comptait 95 habitants, en évolution de −12,04 % par rapport à 2016 (Calvados : +1,58 %, France hors Mayotte : +2,11 %).
Le Marais-la-Chapelle a compté jusqu'à 305 habitants en 1831, mais les deux communes du Marais et de La Chapelle-Souquet, fusionnées en 1823, totalisaient 371 habitants lors du premier recensement républicain en 1793 (respectivement 167 et 204 habitants).
| 1793 | 1800 | 1806 | 1821 | 1831 | 1836 | 1841 | 1846 | 1851 |
| ---- | ---- | ---- | ---- | ---- | ---- | ---- | ---- | ---- |
| 167  | 169  | 165  | 164  | 305  | 292  | 297  | 290  | 251  |

| 1856 | 1861 | 1866 | 1872 | 1876 | 1881 | 1886 | 1891 | 1896 |
| ---- | ---- | ---- | ---- | ---- | ---- | ---- | ---- | ---- |
| 246  | 225  | 208  | 201  | 180  | 182  | 180  | 179  | 159  |

| 1901 | 1906 | 1911 | 1921 | 1926 | 1931 | 1936 | 1946 | 1954 |
| ---- | ---- | ---- | ---- | ---- | ---- | ---- | ---- | ---- |
| 165  | 151  | 161  | 146  | 136  | 127  | 113  | 105  | 126  |

| 1962 | 1968 | 1975 | 1982 | 1990 | 1999 | 2006 | 2011 | 2016 |
| ---- | ---- | ---- | ---- | ---- | ---- | ---- | ---- | ---- |
| 114  | 97   | 61   | 94   | 77   | 63   | 78   | 99   | 108  |

| 2021 | 2022 | - | - | - | - | - | - | - |
| ---- | ---- | - | - | - | - | - | - | - |
| 100  | 95   | - | - | - | - | - | - | - |

| 1793 | 1800 | 1806 | 1821 |
| ---- | ---- | ---- | ---- |
| 204  | 188  | 194  | 154  |

## Lieux, monuments et patrimoine
- Église paroissiale Saint-Germain (XVe siècle, clocher-porche en bâtière de 1780). Elle faisait partie du diocèse de Séez et son patronage fut donné au XIe siècle par Roger de Montgomery à l'abbaye de Troarn[29] ; vestiges opus spicatum du XIe[30]. L'édifice date du XVe siècle, les baies, la tour et le porche de 1780. Fonts baptismaux, autel, retable et tabernacle du XVIIIe.
- L'église Sainte-Madeleine de La Chapelle-Fouquet du XIIIe siècle (décrite par de Caumont) s'est écroulée peu après les bombardements de 1944[31]. Elle était sous le patronage de commanderie de Villedieu-les-Bailleul et membre de la commanderie de Villedieu-les-Poêles (Manche)[32].
- Manoir presbytéral du deuxième quart du XVIIIe siècle, l'abbaye de Troarn nommant à la cure.
- Maisons et fermes des XVIIIe et XIXe siècles. Galeron décrit en 1830 l'existence de « 105 maisons très proprement bâties ».
- L'ancien chemin romain (dit Chemin Haussé) passe au pied de la Chapelle-Souquet[32].

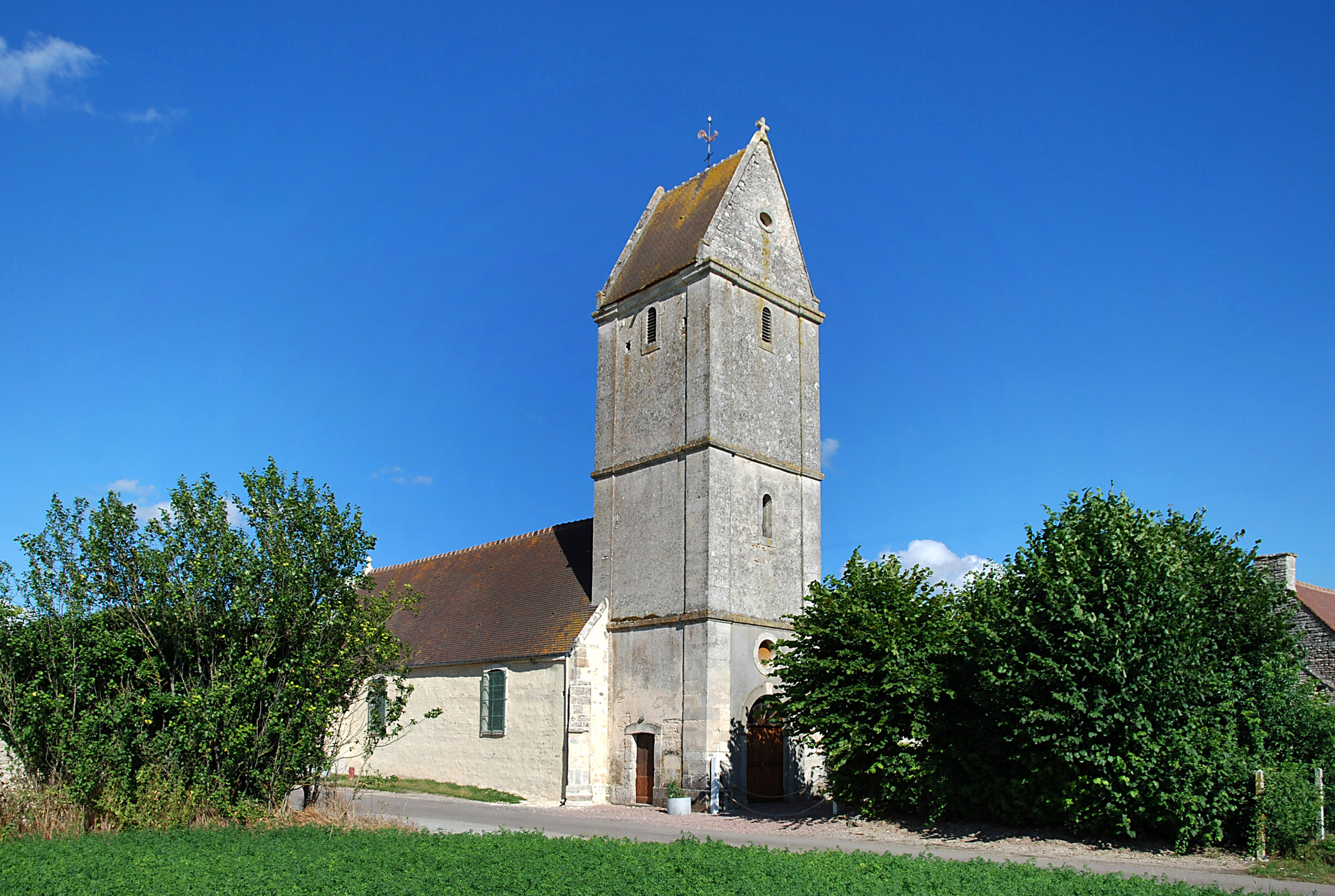
L'église Saint-Germain.

## Personnalités liées à la commune
- Georges Harant, né le 10 janvier 1773 à La Chapelle-Souquet, soldat en 1792, sous-lieutenant en 1807 (20e régiment d'infanterie de ligne), capitaine le 13 février 1813, chevalier de la Légion d'honneur le 21 septembre 1814[33].